# Dama con abanico (Klimt)
Dama con abanico (en alemán: Dame mit Fächer; pronunciado /ˈdaːmə ˈmɪt ˈfɛçɐ/) es la última obra pictórica creada por Gustav Klimt. Pintada en 1917, la pieza no encargada representa a una mujer no identificada, y estaba en un caballete en su estudio cuando murió en 1918. Como muchas de las últimas obras de Klimt, incorpora fuertes influencias asiáticas, incluidos varios motivos chinos.
En junio de 2023, se vendió en una subasta de Sotheby's en Londres por 85,3 millones de libras esterlinas (108,4 millones de dólares, 99,2 millones de euros), el precio más alto jamás alcanzado en Europa por una obra de arte. Lo compró la marchante de arte Patti Wong en nombre de un coleccionista de Hong Kong.

## Descripción
La pintura cuadrada representa a una mujer con rizos castaños sobre un fondo amarillo con motivos orientales. Mientras mira a lo lejos a la izquierda, su bata de seda estampada se desliza de su hombro y sostiene un abanico que oculta su pecho.
Los motivos chinos en el fondo incluyen un gran fénix volador, un símbolo de inmortalidad, renacimiento y buena fortuna, y flores de loto de color rosa brillante, que se asocian con el amor y la belleza inmutable. También están presentes una grulla de patas largas y un faisán dorado. La planitud de los patrones del fondo evoca grabados en madera ukiyo-e japoneses, mientras que los colores imitan el amarillo cromo, el azul cobalto y el ocre rojo de la porcelana china esmaltada.
Se desconoce la identidad de la modelo, y se especula que la modelo podría ser Johanna Staude, la compañera de vida de Klimt, Emilie Flöge, o una de sus bailarinas favoritas. Según el Museo Belvedere de Viena, la pintura se exhibió con el título de Bailarina (Tänzerin) poco después de su creación, lo que sugiere que la modelo pudo haber sido una bailarina de ballet o de music hall.

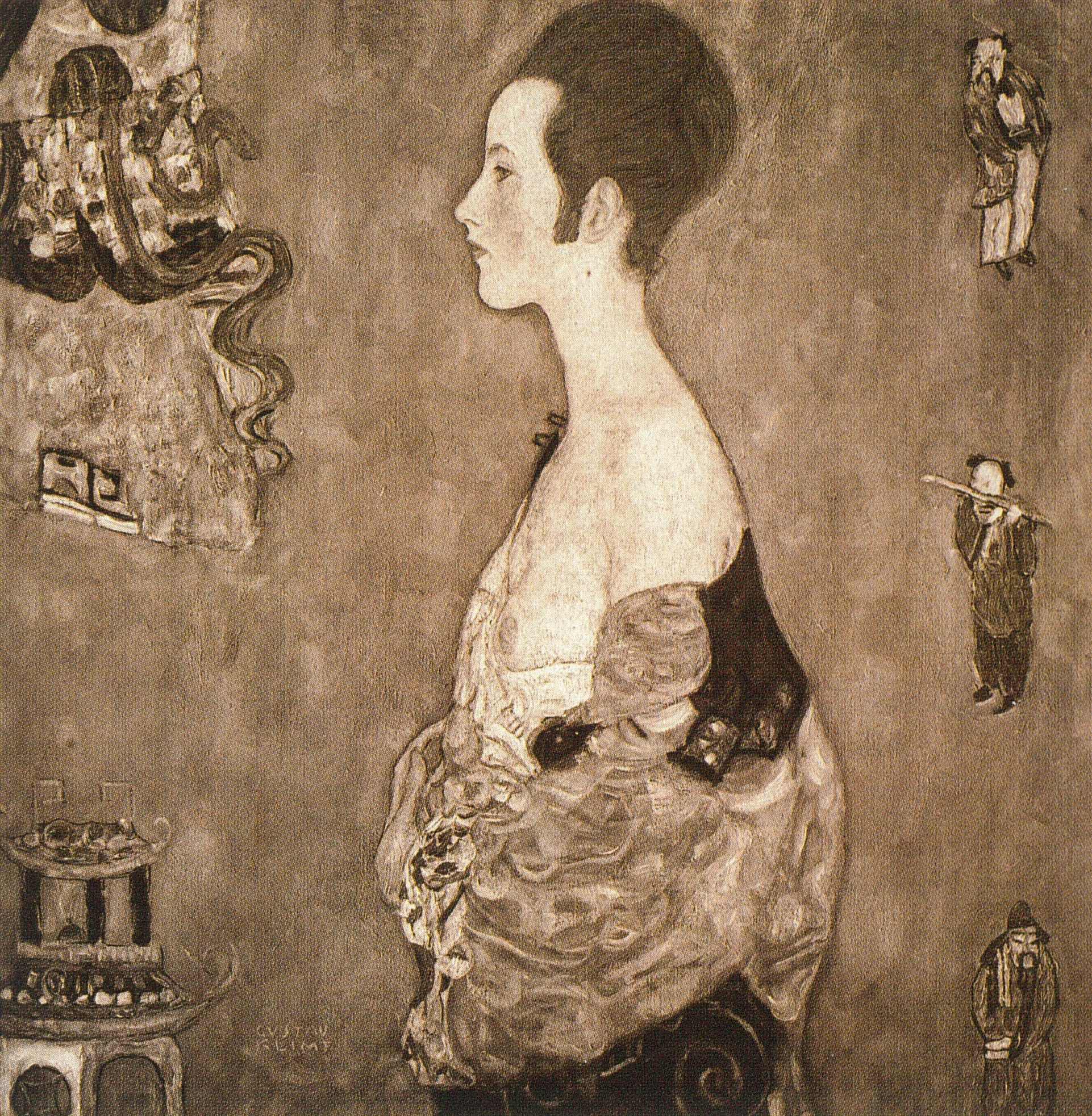
Retrato de Klimt, Wally (1916).

Dama con abanico tiene similitudes con el retrato Wally de Klimt, pintado en 1916, en el que se descubre el hombro izquierdo de la modelo. En Amigas, o Dos mujeres amigas (1916-1917), Klimt también pintó un fondo con motivos orientales, incluido un gran fénix. Ambas pinturas fueron destruidas en 1945 durante el incendio del castillo de Immendorf.
A diferencia de las obras anteriores de Klimt, Dama con abanico se caracteriza por pinceladas más libres y ejecutadas con mayor rapidez. Mientras que algunos historiadores del arte han sugerido que la obra estaba «inacabada», señalando pequeños parches de lienzo desnudo, como donde la parte superior del brazo de la modelo se encuentra con su túnica, la crítica de arte Kelly Grovier argumenta que el «flujo y la fragmentación» son lo que le da a la pintando su poder, concluyendo que «Su inacabamiento es lo que la completa».

## Exhibiciones
Este retrato solo se ha exhibido públicamente en cuatro ocasiones: en la Kunstschau de Viena de 1920, como parte de una exposición de Gustav Klimt en museos y galerías de Tokio, Osaka, Iwaki y Yamanashi, Japón en 1981, en el Centro Cultural Internacional de Cracovia, Polonia en 1992, y en la Galería Belvedere de Viena de 2021 a 2022.

## Procedencia

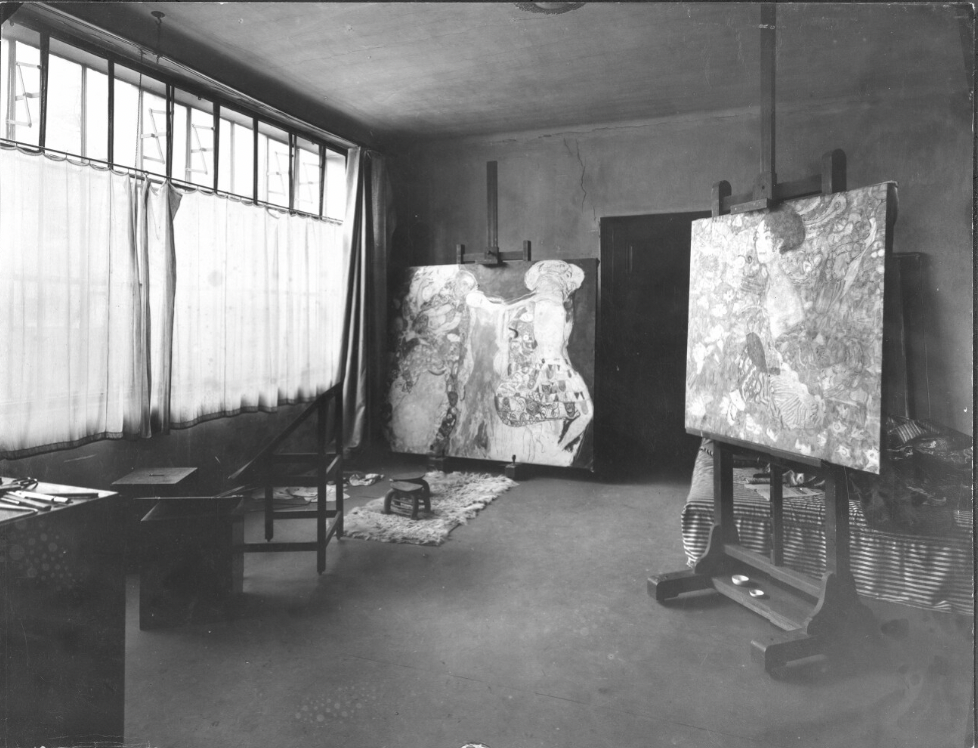
Dama con abanico (derecha) fotografiada por Moritz Nähr en el estudio de Klimt (1918).

Dama con abanico todavía estaba en un caballete en el estudio de Klimt, junto con su obra inacabada, La novia, cuando sufrió un derrame cerebral y finalmente murió a principios de 1918.
Tras su muerte en febrero de 1918, la pintura pasó a manos de la galería de Gustav Nebehay de Viena. Para 1920, había sido comprado por el industrial Erwin Böhler, quien era mecenas y amigo de Klimt, junto con su hermano Heinrich, quien posteriormente lo adquirió. En 1940, fue heredado por la esposa de Heinrich, Mabel Böhler, de Lugano, Suiza.
Rudolf Leopold de Viena fue propietario de la pintura desde alrededor de 1963 hasta 1981, seguido por el coleccionista de arte y marchante Serge Sabarsky de Nueva York. El coleccionista de arte y empresario estadounidense Wendell Cherry adquirió la pieza de Sabarsky en 1988. El 11 de mayo de 1994, Sotheby's vendió la obra por $ 11,6 millones (con tarifas) como parte de una subasta de la colección de Cherry. Su venta, nuevamente por parte de Sotheby's, el 27 de junio de 2023 estableció un récord de subasta para una obra de Gustav Klimt y fue el precio más alto pagado por una obra de arte en una venta pública en Europa.